# Bayanhongor (cidade)
Bayanhongor, Bajanchongor ou Bayan Khongor é a capital da província de Bayanhongor, na Mongólia. Tem 31731 habitantes (2020), dos quais mais de 99% são calcas. Foi elevada a cidade em 1963.